# Max-Gleißner-Brücke
Die Max-Gleißner-Brücke in Tirschenreuth in der Oberpfalz ist eine Fuß- und Radwegbrücke über den Stadtteich (den ehemaligen Netzbach), die für die Landesgartenschau Tirschenreuth 2013 gebaut wurde. Sie bietet eine direkte Verbindung zwischen dem Stadtzentrum und dem Amtsgericht im Fischhof, dem Mittelpunkt der damaligen Gartenschau. Die historische Fischhofbrücke steht weiter nordöstlich.
Sie ist benannt nach Max Gleißner (* 24. Februar 1919; † 18. Februar 1993), dem Tirschenreuther Lehrer, Heimatforscher, Stadtrat, Leiter des Volksbildungswerkes und Verfechter der Wiederanlage des Stadtteiches.
Die insgesamt 85 m lange und 3,90 m breite Brücke ist ein seltenes Beispiel einer hölzernen Spannbandbrücke. Sie führt, wie bei Spannbandbrücken üblich, mit leichtem Durchhang über zwei nebeneinanderstehende V-förmige Mittelpfeiler zum anderen Ufer.
Ihre Geh- und Fahrbahn über den beiden 37,50 m weiten Feldern besteht aus quer zur Fahrtrichtung angeordneten Stäben aus Berglärchenholz mit den Abmessungen 390 × 18 × 16 cm. Sie wird von zwei 50 cm breiten und 2,5 cm starken Spannbändern aus hochfestem Stahl getragen, die in den Widerlagern verankert sind und mit einem Umlenksattel über die 2,40 m hohen Mittelpfeiler geführt werden. Der Durchhang in den beiden Feldern beträgt ca. 55 cm. Die Mittelpfeiler bestehen aus einer Stahlkonstruktion auf einem Betonsockel und einer Bohrpfahlgründung. Das Geländer besteht aus vertikalen Holzpfosten, die im Abstand von 10 cm mit den Gehweghölzern verleimt sind. Der Gehweg zwischen den Geländern ist 3,50 m breit.
Einige Zeit nach der Eröffnung entschied der Stadtrat, die als Option von Anfang an vorgesehenen Schwingungsdämpfer einbauen zu lassen.